# Jordan Theodore
Jordan Theodore (ur. 11 grudnia 1989 W Englewood) – amerykański koszykarz, występujący na pozycji rozgrywającego, reprezentant Macedonii, obecnie zawodnik Reyeru Wenecja.
Theodore dorastał w Englewood, w stanie New Jersey. Uczył się i grał w koszykówkę w Patherson Catholic High School. W 2007 wziął udział w meczu wschodzących gwiazd Nike Global Challenge. Rok później wystąpił w meczu gwiazd amerykańskich szkół średnich Jordan Classic Regional.
Theodore całą swoją karierę uniwersytecką spędził w Seton Hall University, reprezentując Seton Hall Pirates.
15 lipca 2012, Theodore podpisał pierwszy profesjonalny kontrakt z Antalya BSB.
21 marca 2013, podpisał kontrakt z KK Cedevitą. Tydzień później został z niego wykluczony, ponieważ Antalya BSB nie zgodziła się go zwolnić ze swojej umowy.
Theodore otrzymał macedońskie obywatelstwo w 2017, więc może reprezentować Macedonię w rozgrywkach międzynarodowych.
4 stycznia 2019 podpisał umowę z AEK Ateny. 25 lipca został zawodnikiem Besiktasu Sompo Japan Stambuł.
23 czerwca 2021 dołączył do japońskiego Toyota Alvark Tokio. 18 stycznia 2022 zawarł kontrakt z włoskim Reyerem Wenecja.

## Osiągnięcia
Stan na 22 stycznia 2022, na podstawie, o ile nie zaznaczono inaczej.
NCAA
- Zaliczony do:
  - I składu turnieju Portsmouth Invitational (2012)
  - II składu Big East (2012)

Drużynowe
- Mistrz:
  - FIBA Europe Cup (2016)
  - Włoch (2018)
- Wicemistrz:
  - Eurocup (2021)
  - Ligi Mistrzów (2017)
  - VTB/Rosji (2021)
- Zdobywca:
  - Interkontynentalnego Pucharu FIBA (2019)[12]
  - pucharu Turcji (2017)
  - superpucharu Włoch (2017)
- 3. miejsce podczas:
  - mistrzostw Niemiec (2016)
  - pucharu Niemiec (2016)

Indywidualne
- MVP:
  - Ligi Mistrzów (2017)
  - Interkontynentalnego Pucharu FIBA (2019)[12]
  - superpucharu Włoch (2017)
  - pucharu Turcji (2017)
- Zaliczony do:
  - I składu Ligi Mistrzów (2017)
  - II składu niemieckiej ligi BBL (2016)
- Uczestnik meczu gwiazd ligi:
  - tureckiej (2017)
  - greckiej (2019)
- Lider w asystach ligi:
  - mistrzów (2017)
  - tureckiej (2017)

Reprezentacja
- Uczestnik kwalifikacji do mistrzostw świata (2017)